# Marc Norman
Marc Norman (Los Angeles, 10 febbraio 1941) è uno sceneggiatore, scrittore, regista e produttore cinematografico statunitense.
Laureato all'Università della California - Berkeley, inizia come fattorino in bicicletta per la Universal Studios, per poi diventare sceneggiatore televisivo e cinematografico, e cimentarsi anche come scrittore e regista. Una sua sceneggiatura riscritta da Tom Stoppard ha vinto il premio Oscar alla migliore sceneggiatura originale della 71ª edizione del 1999, per il film Shakespeare in Love.

## Filmografia

### Sceneggiatore
- I duri di Oklahoma (Oklahoma Crude), regia di Stanley Kramer (1973)
- Aviator - Amore tra le nuvole (The Aviator), regia di George Trumbull Miller (1985)